# Pieter Merkus Lambertus Tammes
Pieter Merkus Lambertus „Bruin“ Tammes (* 5. Juli 1903 in Jakarta; † 15. Dezember 1980 in Wageningen) war ein niederländischer Botaniker und bildender Künstler. Er ist Namensgeber für das Tammesproblem in der Mathematik.

## Leben
Tammes wurde 1903 in Batavia (heute: Jakarta) im damaligen Niederländisch-Indien (heute: Indonesien) geboren. Von 1923 bis 1930 studierte und promovierte er an der Reichsuniversität Groningen in den Niederlanden. 1930 kehrte er nach Niederländisch-Indien zurück und verblieb dort wahrscheinlich bis 1949, also nach der Souveränität Indonesiens. Von 1950 bis 1969 war er Direktor am Institut für Insektizidforschung an der Universität Wageningen. Er starb 1980.
Seine künstlerische Ausbildung erhielt er von Johan D. Scherft. Bekannt sind seine Landschaftsgemälde, -zeichnungen und -radierungen.

## Tammesproblem

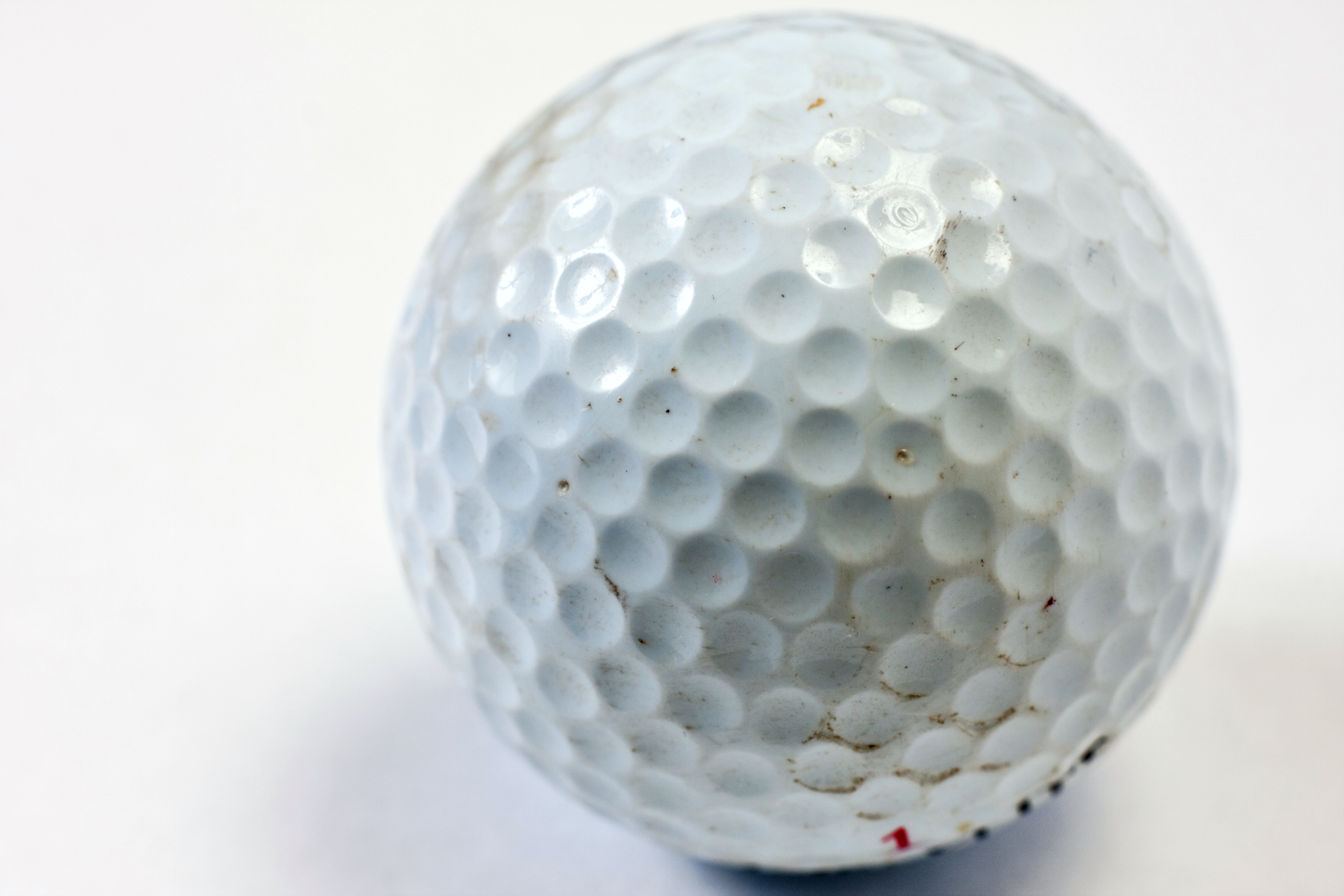
Gleichmäßige Verteilung von Einkerbungen auf einem Golfball (Tammesproblem)

Die Dissertation von Tammes handelte von den Einkerbungen auf Pollenkörnern. Daraus entstand 1930 ein wissenschaftlicher Aufsatz. Beim Tammesproblem in der Mathematik geht es um die Verteilung von nicht-überlappenden Kreisen auf einer Kugeloberfläche.

## Ehrungen
Tammes war Mitglied in der Königlich Niederländischen Akademie der Wissenschaften (KNAW).